# Вагн Окессон

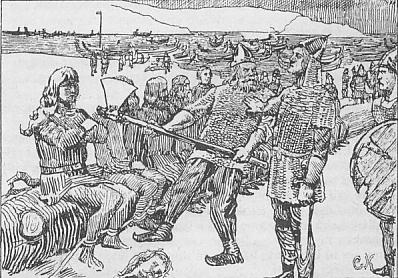
«Освобождение пленных Эйриком после битвы при Хьёрунгаваге», Кристиан Крог

Вагн Окессон (др.-сканд. Vagn Åkesson) — йомсвикинг конца X века, упомянут в «Саге о йомсвикингах». Согласно саге Вагн был сыном Аки и внуком предводителя и, возможно, основателя братства йомсвикингов Палнатоки.
Палнатоки, после неудавшейся попытки отговорить Вагна, позволил ему выйти на хольмганг против йомсвикинга Сигвальда Струт-Харальдссона в 12 лет. Вагн победил Сигвальда и стал членом братства — единственным исключением из правил братства, куда люди моложе 18 не допускались. После этого Палнатоки усыновил Вагна, и тот стал его протеже.
Отважный по характеру, Вагн резко контрастировал с прагматичным Сигвальдом, который после смерти Палнатоки возглавил орден. В битве при Хьёрунгаваге Сигвальд отдал приказ об отступлении, но Вагн, командовавший одним из отрядов, отказался подчиниться. Более того, согласно саге, он даже кинул копье в сторону Сигвальда, но промахнулся. Вагн выжил в битве, покрыв себя славой, хотя и был взят в плен, а Сигвальд стал объектом насмешек. Позже Эйрик, сын Хакона Могучего освободил Вагна.